# Cotesia delicata
Cotesia delicata är en stekelart som först beskrevs av Howard 1897.  Cotesia delicata ingår i släktet Cotesia och familjen bracksteklar. Inga underarter finns listade i Catalogue of Life.